# طارق البخاري
طارق البخاري ممثل مغربي من مواليد 2 سبتمبر 1978 بمدينة الدارالبيضاء.

## مشواره الفني
تكون البخاري بمعهد الدار البيضاء على يد الفنان محمد عفيفي، شارك في عدة أعمال مغربية سواء في السينما، التلفزيون أو المسرح حيث حصل على جائزة أحسن تشخيص بالدورة 13 للمهرجان الدولي لسينما المؤلف عن فيلم حديث اليد والكتان لعمرو رايبي وعن نفس الفيلم حاز على جائزة أحسن تمثيل بمهرجان روتيردام، قام مؤخرا بتشخيص دور البطولة بالفيلم الدولي عملية الدار البيضاء (Operation Casablanca).

## أعماله

### أفلام
- 2003: رحيل البحر
- 2004: كازا داي لايت
- 2004: فطومة فيلم تلفزيوني
- 2004: الحب القاتل
- 2005: طلب عمل
- 2007: حديث اليد والكتان[3]
- 2008: حجار الواد
- 2009: العقبة ليك
- 2010: عملية الدار البيضاء
- 2010: فاميلة جنب الحيط
- 2011: القرصان الأبيض
- 2014: خيوط العنبكوت
- 2015: غرام وانتقام
- 2016: نون النسوة
- 2016: سوء فهم، فيلم تلفزيوني
- 2021: الكنز
- 2021: القافز
- 2023: شوك الورد

### مسلسلات
- 2003: كنال 36
- 2004: سير حتى تجي الجزء 1
- 2005: شانيلي تي في
- 2006: المستضعفون
- 2006 - 2009: البعد الآخر
- 2010: عقبة ليك
- 2010: أمي تاجة
- 2011: مسلسل صالون شهرزاد
- 2012: ماشاف مارا
- 2013: الدنيا هانية
- 2013: دور بيها يا الشيباني
- 2014: الخاوة
- 2015: مسلسل دار الغزلان الجزء1
- 2015: وعدي الجزء1
- مسلسل وعدي الجزء2
- 2016: كايرو-بلانكا
- 2017: مسلسل الأنسة فريدة
- 2017: سيتكوم المدير العام
- 2017: مسلسل ساكن ومسكون
- 2017: سيت كوم المدير العام
- مسلسل مداولة
- 2018 : الوجه الأخر (مسلسل)
- 2020: هي
- 2021: ولاد المرسى
- كلها وطريقو 2021
- شاهد قبل الحذف 2021
- جريت وجاريت 2022
- تزوج ماقالها ليا 2022
- سلامات أبو البنات 2023
- جوج وجوه 2024
- بات بنتو 2024
- من فم السبع 2024

## منوعات
- واقلة هو! (كاميرا خفية)
- شانيلي تي في (2005)
- رشيد شو (ضيف)
- ستانداب (منشط)

## جوائز
- جائزة أحسن ممثل بالدورة 13 للمهرجان الدولي لسينما المؤلف عن فيلمه «حديث اليد والكتان» للمخرج عمر الشرايبي.
- جائزة أحسن ممثل عن فيلمه «حديث اليد والكتان» للمخرج عمر الشرايبي في روتردام.

## وصلات خارجية
- طارق البخاري على موقع IMDb (الإنجليزية)
- طارق البخاري النجم الّدي نال فرصته كاملة في مسلسل «وعدي»
- المسلسل المغربي وعدي يحقق نسبة مشاهدة عالية
- حوار أجرته: نادية الهاني (اليوم24) مع الممثل طارق البخاري
- فيديو حلقة برنامج: «الإطار مع ستار» مع «الممثل طارق بخارى»
- مقياس شعبية الممثل طارق البخاري